# Association sportive Momekano
Actualités
L'AS Momekano est un club congolais de football basé au Bandundu.

## Histoire
Le club évolue en première division congolaise en 2008

## Personnalités du club

### Président
- 2023 :  Felicien Kalala
- 2024 :  Moïse Katombe Bwana

### Entraîneurs
- 2024 :  Delson Kabuende

## Palmarès
- Ligue Provinciale du Bandundu : 
  - Champion : 2007